# Революция на розите
„Революцията на розите“ (на грузински: ვარდების რევოლუცია – вардебис револуциа) е промяна на властта в Грузия през ноември 2003 г., която се налага след широки протести срещу спорните парламентарни избори. В резултат на това президентът Едуард Шеварднадзе е принуден да подаде оставка на 23 ноември 2003 г.

## Избори и протести
Грузия провежда парламентарни избори на 2 ноември 2003 година за 235 места в парламента, от които 135 следва да бъдат решени чрез национални пропорционални избори с партийни листи, а 85 – разпределени чрез мажоритарни конкурси, в съответствие с 85-те електорални региона на Грузия. Допълнително се провежда и национален референдум, който има за цел да реши дали за в бъдеще парламентарните места да не бъдат намалени на 150. Гласоподавателите използват отделна бюлетина за всеки от трите избора, като ги слагат в един плик, който пускат в урните. Това не са президентските избори; те са били насрочени за пролетта на 2005 г., когато изтича вторият последен мандат на президента Шевардандзе.
На 3 ноември Международната мисия за наблюдение, съставена от Парламентарните асамблеи на ОССЕ и Съвета на Европа, Европейския парламент и Бюрото на ОССЕ за демократични институции и права на човека (БДИПЧ), правят заключение, че парламентарните избори на Грузия на 2 ноември са невалидни. Михаил Саакашвили твърди, че е спечелил изборите (твърдение подкрепяно от независими социолози). Това е потвърдено от независими паралелни таблици за гласуване, осъществени от Международната общност за честни избори и демокрация. Саакашвили и обединената опозиция приемат тези резултати за официални и подтикват грузинците да демонстрират срещу правителството на Шевардандзе и да се включат в ненасилствена гражданска неподчиненост срещу властите. Главните демократически опозиционни партии се обединяват с искане за отстраняване от власт на Шевардандзе и за повторно провеждане на изборите.
През средата на ноември започват масови антиправителствени демонстрации по централните улици на Тбилиси, като скоро обхващат почти всички големи градове в Грузия. Младежката организация „Кмара“ („Достатъчно!“ – съответствие на сръбската „Отпор“) и някои други неправителствени организации, като Института за свободи, са активни във всички протестни действия. Правителството на Шевардандзе е подкрепено от Аслан Абашидзе, семи-сепаратистки лидер от автономния регион Аджария, който изпраща хиляди от своите привърженици, за да проведат проправителствени контра-демонстрации в Тбилиси.

## Смяна на властта
Протестът на опозицията достига своя връх на 22 ноември, когато президентът Шевардандзе се опитва да открие новата сесия на парламента. Тази сесия е считана за нелегална от повечето от опозиционните партии. Поддръжници на две от тези партии, водени от Саакашвили, нахлуват по време на сесията с рози в ръцете си (откъдето идва и името „Революцията на Розите“), прекъсвайки речта на президента Едуард Шевердандзе и принуждавайки го да избяга с бодигардите си. По-късно той обявява извънредно положение и започва да организира войска и полиция близо до резиденцията си в Тбилиси. Елитните военни части обаче отказват да подкрепят правителството. На 23 ноември вечерта Шевердандзе се среща с опозиционните лидери Саакашвили и Зураб Зхвания, за да обсъдят ситуацията в среща организирана от руския външен министър Игор Иванов. След срещата президентът обявява своята оставка. Това предизвиква еуфория по улиците на Тбилиси. Повече от 100 000 протестанти празнуват победата през цялата нощ, съпроводени с фойерверки и рок концерти.
Говорителят на парламента Нино Бурджанадзе става президент, до провеждането на нови избори. Върховният съд в Грузия анулира резултатите от парламентарните избори. На 4 януари 2004 г. президентските избори са спечелени от Михаил Саакашвили. На 28 март 2004 г. са проведени нови парламентарни избори, като голямо мнозинство печели подкрепяното от Саакашвили Национално движение – Демократи, а представителите от опозиционни десни партии са малцинство.

### Финансиране на организации, свързани с Джордж Сорос
Значителен източник на финансиране за Революцията на Розите е била мрежата от фондации и неправителствени организации на американския милиардер и финансист Джордж Сорос. Сорос дава повече от 43 милиона долара за отстраняването на Шевердандзе. В изказване в Тбилиси през юни 2005, Сорос казва:
| „ | Аз съм много доволен и горд от работата на фондацията в подготвянето на грузинското общество за това, което стана Революцията на розите, но ролята на фондацията и моята лична са силно преувеличени. | “ |

Сред личностите, работили за организацията „Сорос“, които по-късно приемат позиции в правителството на Грузия са:
- Александър Ломая, секретар на Съвета за сигурност на Грузия и бивш министър на образованието и науката. Той е бивш изпълнителен директор на фондация „Отворено общество“, Грузия (Фондация „Сорос“),
- Давид Дарчиашвили, понастоящем председател на Комисията за евроинтеграция в грузинския парламент, също е бивш изпълнителен директор на фондация „Отворено общество“, Грузия.

Бившият грузински външен министър Саломе Зурабишвили пише:
| „                                                                                      | Тези институции бяха люлката на демократизацията, особено Фондация „Сорос“… всички неправителствени организации, които гравитират около Фондация „Сорос“, безспорно донесоха революцията. Все пак не може да се завърши един анализ на революцията без ясно да се види, че след нея Фондация „Сорос“ и неправителствените организации бяха включени във властта. | “ |
| Саломе Зурабишвили, Херодот (списание на Френския институт за геополитика), април 2008 | |   |

## В Аджария
През май 2004 така наречената „Втора революция на розите“ се провежда във Батуми, Аджария. След месеци на засилено напрежение между правителството на Саакашвили и Аслан Абашидзе (диктатора на автономния регион), започват протести на хиляди аджарци, мобилизирани от Обединеното национално движение и Кмара срещу политиката на Абашидзе на милитаризация и сепаратизъм.
Абашидзе използва службите за сигурност и паравоенни групировки, за да разпръсне демонстрацията по улиците на Батуми и Кобулети. Въпреки това, той не успява да потуши протеста, който нарасва по размер и обхват. На 6 май 2004 протестиращите от цяла Аджария се събират в Батуми, въпреки че са били разпръснати със сила в деня преди това. Грузинският премиер Зураб Зхвания и министърът на вътрешните работи Гиорги Барамидзе водят преговори с министъра на вътрешните работи на Аджария Джемал Гогитидзе да изтегли войската си от административната граница от река Чолоки и да доведе грузински специални части в региона. Абашидзе подава оставка още същата вечер и заминава за Москва. Президентът Саакашвили посещава Батуми на следващия ден и е приветстван от празнуващите аджарци.

## Международни реакции
За Оранжевата революция, последвала спорните украински президентски избори през 2004 г., се твърди, че отчасти е била вдъхновена от грузинската Революция на розите.